# Sjösås landskommun
Sjösås landskommun var en tidigare kommun i Kronobergs län.

## Administrativ historik
Den 1 januari 1863 började kommunalförordningarna gälla och då inrättades cirka 2 500 kommuner (städer, köpingar och landskommuner), tillsammans täckande hela landets yta.
I Sjösås socken i Uppvidinge härad i Småland inrättades då denna kommun. Kommunreformen 1952 innebar att denna landskommun uppgick i Braås landskommun, som 1971 uppgick i Växjö kommun.

## Politik

### Mandatfördelning i Sjösås landskommun 1938-1946
| 2 | 7 | 7 | 1 | 3 |

| 20 |

| 2 | 5 | 6 | 7 |

| 20 |

| 2 | 6 | 8 | 4 |

| 20 |